# Богадельников, Игорь Владимирович
Игорь Владимирович Богадельников (род. 3 июля 1946, г. Уфа, Башкирская АССР) — советский, украинский и российский учёный-инфекционист, врач-педиатр, изобретатель. Доктор медицинских наук (1983), профессор (1984), заслуженный деятель науки и техники Украины (1996). Заведующий курсом[что?] детских инфекционных болезней кафедры педиатрии Медицинской академии им. С. И. Георгиевского ФГАОУ ВО «КФУ им. В. И. Вернадского».

## Биография
Детство И. В. Богадельникова прошло в Ялте, где в НИИ климатологии и климатотерапии работали его родители.
Во время учёбы в ялтинской средней школе № 5 мальчик увлекался спортом, был пионером-инструктором по танцам народов мира[значимость факта?], позже стал активно интересоваться медициной. Ещё будучи школьником, под руководством профессора Г. В. Троицкого выполнил первую научную работу на кафедре биохимии и выступил на научной конференции.
Он окончил школу в 1964 году и поступил в Крымский медицинский институт. Во время учёбы становился неоднократным победителем и призёром на всесоюзных научных студенческих конференциях[значимость факта?], был награждён грамотой Министерства здравоохранения СССР.
В 1970 году окончил институт.

В 1970—1971 годах — старший лаборант, с 1971 по 1982 годы — ассистент кафедры детских инфекционных болезней.

1972 — кандидат медицинских наук.

1983 — доктор медицинских наук.

1983—1984 — профессор кафедры педиатрии ФУВ, 1984—1989 — заведующий этой кафедрой.

1984 — врач-педиатр высшей категории; профессор.

1989—1996 — ректор Крымского медицинского института.

В 1995 году стал членом Академии технологических наук Украины.

1996—2007 — заведующий кафедрой детских инфекционных болезней.
С 2007 года заведует курсом одноимённой кафедры[значимость факта?].
С 1997 по 2007 годы был экспертом ВАК Украины по терапевтическим специальностям.
Входил в редколлегии украинских журналов «Здоровье ребёнка» и «Таврический медико-биологический вестник», российских журналов «Педиатрия», «Инфекционные болезни» и других.

## Семья
Сестра: Богадельникова Ирина Владимировна, врач-пульмонолог, профессор.
Есть дочери.

## Научные достижения
Основной круг научных интересов: патогенез, клиника и лечение острых кишечных инфекций, инфекционно-токсического шока, пневмоний, дифференциальная диагностика инфекционных болезней. В последние годы[какие?] стал изучать философские вопросы медицины, взаимоотношения микроорганизмов и человека, проводить анализ летальных случаев.
Автор 38 монографий и учебников, 452 научных статей; подготовил 5 докторов и 26 кандидатов медицинских наук, 4 магистров медицины.

## Награды и премии
- Лауреат Государственной премии Республики Крым (1995).
- Заслуженный деятель науки и техники Украины (1996).
- Лауреат премии Совета Министров Автономной республики Крым Украины (2002).
- Лауреат медали преподобного Агапита Печерского.

### Основные труды
- Богадельников И. В. и др. Неотложные состояния в педиатрии : справочное издание / Под ред. В. М. Сидельникова. — 2-е изд., перераб. и доп. — Киев: Здоров'я, 1994. — 604 с. — ISBN 5-311-00770-2.
- Богадельников И. В. Дифференциальная диагностика основных инфекционных заболеваний, протекающих с экзантемами. — Симферополь, 1998. — 76 с.
- Богадельников И. В. Дифференциальная диагностика основных инфекционных заболеваний, протекающих с экзантемами. — 2-е изд., испр. — Симферополь: б.и., 1999. — 76 с. — ISBN 966-7491-09-9.
- Богадельников И. В. Дифференциальный диагноз важнейших инфекционных заболеваний у детей. — Симферополь, 1999. — 528 с. — ISBN 966-7491-13-7.
- Богадельников И. В. Справочник по инфекционным болезням у детей : (Для участковых педиатров, врачей санаторно-оздоров. учреждений, семейн. и шк. врачей и бригад скорой мед. помощи) / М-во здравоохранения Украины и др.. — Симферополь: Вера, 2001. — 414 с. — ISBN 5-7780-0863-5.
- Богадельников И. В. Дифференциальный диагноз важнейших инфекционных болезней у детей : учебное пособие для студентов и врачей / МЗ Украины, Акад. технолог. наук Украины, Крым. АН. — 3-е изд., испр. и доп. — Симферополь: Крым-Фарм-Трейдинг, 2002. — 520 с. — ISBN 966-7491-34-X.
- Богадельников И. В. и др. Поражение нервной системы при инфекционных заболеваниях у детей : руководство для врачей и студентов / Под ред. И. В. Богадельникова, А. В. Кубышкина. — Симферополь; Киев ; Одесса: Крым-Фарм-Трейдинг, 2004. — 655 с. — ISBN 966-7491-92-7.
- Богадельников И. В. и др. Трудный диагноз (мёртвые учат живых) : учеб.-метод. пособие для студентов и врачей / Ред. И. В. Богадельников и др. — Симферополь: Издательский дом «Рич Фокс», 2004. — 444 с. — ISBN 966-7751-85-6.
- Богадельников И. В. и др. Справочник по инфекционным болезням у детей / Под общ. ред. И. В. Богадельникова, М. В. Лободы, А. В. Кубышкина. — Симферополь: Престиж-Люкс, 2005. — 392 с.
- Богадельников И. В. Дифференциальный диагноз инфекционных болезней у детей : руководство для врачей и студентов. — 2007. — 674, [16] с. — ISBN 966-8320-04-2.
- Богадельников И. В. и др. Справочник по инфекционным болезням детей : учеб.-метод. пособие (для участковых педиатров, семей., шк. и врачей скорой мед. помощи) / И. В. Богадельников, А. И. Бобровицкая, А. В. Бобрышева и др.; Под ред.: И. В. Богадельникова, А. В. Кубышкина, М. В. Лободы. — 2008. — 276 с.
- Богадельников И. В. и др. Лимфаденопатии при инфекционных заболеваниях у детей : монография / И. В. Богадельников, Фазел Хамид, А. В. Кубышкин; Акад. технол. наук Украины, Крым. гос. мед. ун-т им. С. И. Георгиевского. — Донецк: Изд. А. Ю. Заславский, 2013. — 224 с. — 1000 экз. — ISBN 978-617-632-016-6.
- Богадельников И. В. Дифференциальный диагноз инфекционных болезней у детей : рук. для врачей и студентов / Акад. технол. наук Украины. — 3-е изд., испр. и доп. — Донецк: Изд. А. Ю. Заславский, 2013. — 712 с. — 1000 экз. — ISBN 978-617-632-020-3.
- Богадельников И. В. и др. Справочник по инфекционным болезням у детей : учеб.-метод. пособие (для участковых педиатров, семейн., шк. и врачей скорой мед. помощи) / И. В. Богадельников, Л. Х. Горишняк, А. В. Бобрышева и др.; Под общ. ред. проф. И. В. Богадельникова и проф. А. В. Кубышкина; Акад. технол. наук Украины. — 9-е изд., доп. и перераб. — Симферополь; Киев: Ариал, 2014. — 276 с. — 1000 экз. — ISBN 978-617-648-213-0.
- Богадельников И. В. Этюды о человеке и микроорганизмах: монография / Акад. технол. наук Украины, Крым. гос. мед. ун-т им. С. Н. Георгиевского. — Симферополь: Ариал, 2014. — 160 с. — 650 экз. — ISBN 978-617-648-254-3, ISBN 978-5-648-254-3.
  - Третьякова О. С. Так кто же ты есть, человек? : Рец. на «Этюды о человеке и микроорганизмах» профессора И.В. Богадельникова (Симферополь: ИТ «АРИАЛ», 2014) Архивная копия от 7 апреля 2020 на Wayback Machine // Здоровье ребёнка. — 2014.
- Богадельников И. В. Дифференциальный диагноз инфекционных болезней у детей : руководство для врачей и студентов / КФУ им. В. И. Вернадского, Мед. акад. им. С. И. Гергиевского. — 4-е изд., испр. и доп. — Респ. Крым: Изд. Н. В. Дымникова, 2015. — 616 с. — 1000 экз. — ISBN 978-5-9906395-0-8.
- Богадельников И. В. Микроорганизмы — властители эволюции / Мед. акад. им. С. И. Георгиевского, ФГАУВО «КФУ им. В. И. Вернадского». — Симферополь: Н. Орiанда, 2016. — 150 с. — 300 экз. — ISBN 978-5-9907469-8-5.

### Избранные статьи
- Богадельников И. В. Вакцинация как элемент культуры // Здоровье ребёнка. — 2009. — № 3(18). — С. 100-102.
- Богадельников И. В. Роль герпесвирусной инфекции в организме человека // Сучасні медичні технології. — 2009. — № 3. — С. 57-61.
- Богадельников И. В., Вяльцева Ю. В. Поле битвы — апоптоз // Перинатология и педиатрия. — 2009. — № 3 (39). — С. 159/2.
- Богадельников И. В., Мужецкая Н. И., Вяльцева Ю. В. Микробиота — невидимый орган человеческого организма Архивная копия от 7 апреля 2020 на Wayback Machine // Здоровье ребёнка. — 2011. — № 8(35).
- Богадельников И.В., Здырко Е.В., Прокудина Л.И., Бобрышева А.В., Бездольная Т.Н. После этого — не значит вследствие этого Архивная копия от 7 апреля 2020 на Wayback Machine // Здоровье ребёнка. — 2011.
- Богадельников И.В., Крюгер Е.А., Бобрышева А.В., Смирнов Г.И. Инфекцию в карман не спрячешь Архивная копия от 27 марта 2020 на Wayback Machine // Здоровье ребёнка. — 2012.
- Богадельников И.В., Вяльцева Ю.В., Каримов И.З., Дегтярева А.А., Мазинова Э.Р., и др. Лейшманиоз — сюрприз с Востока Архивная копия от 19 января 2022 на Wayback Machine // Здоровье ребёнка. — 2012.
- Богадельников И. В., Крюгер Е. А. Последнее слово будет за микробами? Архивная копия от 24 июня 2021 на Wayback Machine // Клиническая инфектология и паразитология Архивная копия от 24 июня 2021 на Wayback Machine. — 2012. — № 2. — С. 4-12.
- Богадельников И.В., Вяльцева Ю.В., Кравченко Н.Г., Сюрина Н.А., Мазинова Э.Р., Дядюра Е.Н. Дождались… Архивная копия от 7 апреля 2020 на Wayback Machine // Здоровье ребёнка. — 2013. (Резюме. В статье представлена новая педиатрическая проблема: ВИЧ-отрицательные дети, рожденные от ВИЧ-позитивных матерей, требуют наблюдения и коррекции иммунитета. Выводы подтверждаются клиническим случаем)
- Богадельников И.В., Бобрышева А.В., Крюгер Е.А., Ильин А.В., Смирнов Г.И. Проблемы сегодняшней вакцинологии Архивная копия от 27 марта 2020 на Wayback Machine // Здоровье ребёнка. — 2013.
- Богадельников И.В., Бобрышева А.В., Вяльцева Ю.В., Черняева Е.С. Энцефалит, вызванный антителами к NMDA-рецепторам нейронов // Здоровье ребёнка. — 2013.
- Богадельников И.В., Крюгер Е.А., Бобрышева А.В., Мазинова Э.Р., Дядюра Е.Н., и др. «Угадай мелодию», или многокомпонентные циклические и нециклические инфекционные процессы в практике педиатра // Здоровье ребёнка. — 2013.
- Богадельников И.В., Усова С.В., Бобрышева А.В., Бездольная Т.Н., Соболева Е.М. Заграница нам поможет? Случай висцерального лейшманиоза в Крыму Архивная копия от 7 апреля 2020 на Wayback Machine // Здоровье ребёнка. — 2013. (см. Висцеральный лейшманиоз)
- Богадельников И.В., Мужецкая Н.И., Крюгер Е.А. Panta rhei1, или современное представление об инфекционных процессах Архивная копия от 7 апреля 2020 на Wayback Machine // Здоровье ребёнка. — 2014.
- Богадельников И.В., Крюгер Е.А., Бобрышева А.В., Мужецкая Н.И. Инфицирование и заражение — ключевые моменты возникновения инфекционной болезни Архивная копия от 7 апреля 2020 на Wayback Machine // Здоровье ребёнка. — 2014.
- Богадельников И.В., Вяльцева Ю.В., Кравченко Н.Г., Сюрина Н.А., Мазинова Э.Р., Дядюра Е.Н. ВИЧ-экспонированные незараженные дети Архивная копия от 7 апреля 2020 на Wayback Machine // Международный неврологический журнал. — 2014.
- Богадельников И. В., Смирнов Г. И. Особенности течения инфекционных и эпидемических процессов в настоящее время Архивная копия от 7 апреля 2020 на Wayback Machine // Актуальная инфектология. — 2013.
- Богадельников И.В., Вяльцева Ю.В., Мужецкая Н.И. Инфекционный процесс как инструмент эволюции человека Архивная копия от 7 апреля 2020 на Wayback Machine // Актуальная инфектология. — 2014.
- Богадельников И.В., Бобрышева А.В., Крюгер Е.А., Мужецкая Н.И. К вопросу о причинности в медицине Архивная копия от 7 апреля 2020 на Wayback Machine // Актуальная инфектология. — 2014.
- Богадельников И.В., Крюгер Е.А., Бобрышева А.В., Мужецкая Н.И. Новые горизонты инфектологии Архивная копия от 7 апреля 2020 на Wayback Machine // Актуальная инфектология. — 2014.
- Богадельников И.В., Крюгер Е.А., Бобрышева А.В., Вяльцева Ю.В., Кравченко Н.Г. и др. Появление новой педиатрической проблемы — неВИЧ-инфицированные дети, рожденные от ВИЧ-позитивных матерей, получавших антиретровирусные препараты во время беременности Архивная копия от 7 апреля 2020 на Wayback Machine // БИОпрепараты. Профилактика, диагностика, лечение. — 2014.
- Богадельников И. В., Крюгер Е. А., Бобрышева А. В., Мужецкая Н. И. Возможные перспективы развития современной инфектологии Архивная копия от 7 апреля 2020 на Wayback Machine // Детские инфекции. — 2015. — Т. 14. — № 2. — С. 69-72. Архивная копия от 7 апреля 2020 на Wayback Machine
- Крюгер Е. А., Бобрышева А. В., Богадельников И. В. Синдром лимфаденопатии у детей — тактика врача Архивная копия от 7 апреля 2020 на Wayback Machine // Современная медицина: новые подходы и актуальные исследования: сб. ст. по материалам I Международной научно-практической конференции «Современная медицина: новые подходы и актуальные исследования». — № 1(1). — М., Изд. «Интернаука», 2017. — С. 22-32.